# Dicranomyia longiunguis
Dicranomyia longiunguis är en tvåvingeart som beskrevs av Jaroslav Stary och Amnon Freidberg 2007. Dicranomyia longiunguis ingår i släktet Dicranomyia och familjen småharkrankar.
Artens utbredningsområde är Israel. Inga underarter finns listade i Catalogue of Life.